# 楽橋駅
楽橋駅（らくきょうえき）は中華人民共和国江蘇省蘇州市姑蘇区に位置する、蘇州軌道交通1号線と4号線の駅。

## 駅構造
地下1階に4号線の改札口、地下2階に4号線の対面式ホーム2面2線と1号線の改札口、地下3階に1号線の島式ホーム1面2線がある。保安用にホームドアシステム（フルスクリーンタイプ）が装備される。

### のりば
案内上ののりば番号は設定されていない。
| 地下2階 対面式2面2線 | 上り | ■4号線 | 石湖東路・紅荘・同里・木里方面 |
| 地下2階 対面式2面2線 | 下り | ■4号線 | 蘇州駅・竜道浜方面             |
| 地下3階 島式1面2線   | 上り | ■1号線 | 広済南路・蘇州楽園・木瀆方面   |
| 地下3階 島式1面2線   | 下り | ■1号線 | 中央公園・鍾南街方面           |

## 駅周辺
周辺には観前街、蘇州市住房公積金管理中心、蘇州市草橋実験中学、怡園などがある。

## 歴史
- 2012年4月9日 - 1号線・木瀆 - 鍾南街間開通と共に開業。
- 2017年4月15日 - 4号線・竜道浜 - 同里・木里間開通と共に開業。

## 隣の駅
蘇州軌道交通
■1号線
養育巷駅 - 楽橋駅 - 臨頓路駅
■4号線
察院場駅 - 楽橋駅 - 三元坊駅